# Deaf Studies
Deaf studies, někdy do češtiny překládáno jako studia neslyšících, je akademický obor zabývající se studiem Neslyšících – zejména studiem jejich společenského života. Jedná se o interdisciplinární obor, který dává dohromady obsah, kritické pohledy a metodologie z antropologie, kulturních studií, ekonomie, geografie, dějin, politologie, psychologie, společenských věd a sociologie. Obor Deaf studies se zaměřuje na jazyk, kulturu a životy Neslyšících ze společenského pohledu, nikoliv z pohledu medicínského.
Obor Deaf studies je také brán jako odborné studium světa Neslyšících.

## Počátky Deaf studies
Obor Deaf studies zahájil svou existenci s uznáním, že Neslyšící lidé mají kulturu a že tato kultura je jedinečná a vyžaduje alternativní způsoby chápání této části populace mimo rámec patologie, mimo to, aby si lidé mysleli, že neslyšet je něco špatného. Univerzita v Bristolu začala používat výraz „Deaf studies“ v roce 1984, a to několik let po založení Centra pro Deaf studies v roce 1968. Odborníci se začali ztotožňovat s tímto oborem zejména poté, co se v 70. až 80. letech začaly ve Spojeném království a ve Spojených státech amerických objevovat programy umožňující získat vysokoškolský titul v oboru Deaf studies. První magisterský titul v oboru Deaf studies byl představen na univerzitě v Bristolu v roce 1992.

## Oblasti Deaf Studies
Studium života Neslyšících zahrnuje studium jejich kultury, znakového jazyka, historie a lidských práv. Zapojit se do Deaf studies znamená zaměřit se na sociologické, historické a lingvistické aspekty Neslyšících v celé šíři, zahrnuje tedy studium všech osob s různým sluchovým postižením. V rámci toho jsou studenti připravováni na práci s Neslyšícími a sluchově postiženými. Ti, kteří se účastní tohoto studijního oboru a připojují se k němu, se podílejí na podpoře změny názorů a pohledů širší společnosti na Neslyšící.
Deaf studies zahrnuje studium:
- Kultury neslyšících
- Neslyšících osob
- Znakového jazyka
- Dějin neslyšících
- Řeč těla
- Společenské dovednosti
- Osobní dovednosti

## Centra Deaf studies při univerzitách
- Česká republika
  - Ústav jazyků a komunikace neslyšících, Filozofická fakulta, Univerzita Karlova, Praha
- Hong Kong
  - Centre for Sign Linguistics and Deaf Studies (Centrum pro lingvistiku znakového jazyka a Deaf studies), The Chinese University of Hong Kong
- Indie
  - National Institute of Speech and Hearing (Národní institut řeči a sluchu), Kérala (nabízí titul v oblasti vzdělávání neslyšících)
- Německo
  - Humboldt University, Berlín
- Nizozemsko
  - Visual Language, Signs and Gestures (Vizuální jazyk, znaky a gesta), Max Planck Institute for Psycholinguistics, Nijmegen
- Spojené království
  - University of Central Lancashire, Lancashire
  - Centre for Deaf Studies (Centrum Deaf studies), University of Bristol, Bristol
  - University of Wolverhampton, Wolverhampton
- Spojené státy americké
  - Místa nabízející magisterský titul v Deaf studies
    - Gallaudet University, Washington, D.C.
    - Lamar University, Beaumont, Texas
    - California State University, Northridge, Kalifornie
    - McDaniel College, Westminster, Maryland (nabízí studium vzdělávání neslyšících a studium ASL)

  - Místa nabízející bakalářský titul v Deaf studies
    - California State University, Northridge, Northridge, Kalifornie
    - California State University, Sacramento, Kalifornie
    - Columbia College, Chicago, Illinois
    - Towson University, Towson, Maryland
    - Utah Valley University, Orem, Utah
    - Keuka College, Keuka Park, New York (nabízí pouze studium ASL)

  - Místa nabízející studium Deaf studies
    - Cincinnati State, Cincinnati, Ohio (nabízí certifikát a program tlumočnického tréninku
    - College of the Holy Cross, Worcester, Massachusetts (nabízí doplněk ke studiu dalších oborů)
    - Ohlone College, Fremont, Kalifornie (nabízí titul z umění a certifikát v Deaf studies)
    - Utah Valley University, Orem, Utah (nabízí doplňkové studium Deaf studies)

## Národní a nadnárodní centra Deaf studies
- Filipíny
  - School of Deaf Education and Applied Studies (Škola vzdělávání neslyšících a aplikovaných studií), De La Salle–College of Saint Benilde
- Nový Zéland
  - Kelston Deaf Education Centre (Kelstonské centrum vzdělávání neslyšících)

## Sdružení Deaf studies
- Spojené království
  - The British Association of Teachers of the Deaf (Britská asociace učitelů neslyšících)
- Spojené státy americké
  - CSUN Deaf Studies Association, Northridge, Kalifornie